# 에모나

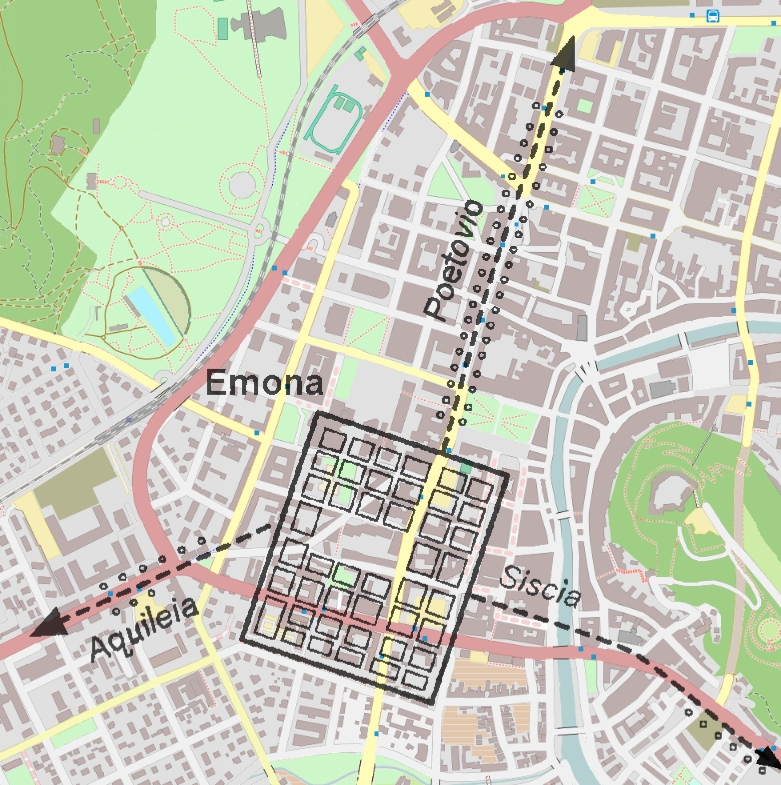
현대 류블랴나에서 에모나의 위치

에모나(Emona)는 고대 로마의 카스트라로, 현대 슬로베니아의 수도 류블랴나에 위치한다. 에모나의 위치는 현대 류블 랴나의 옛 핵심부의 남서쪽 부분과 겹친다. 중앙 광장이 있는 직사각형 형태로 에모나는 전형적인 로마 도시로 배치되었다.